# Análise p-ádica
Em matemática, a análise p-ádica é um ramo da teoria dos números que trata da análise matemática das funções dos números p-ádicos. As aplicações da análise p-ádica têm sido principalmente na teoria dos números, onde tem um papel significativo na geometria diofantina e na aproximação diofantina. Algumas aplicações exigiram o desenvolvimento de análise funcional p-ádica e teoria espectral. Em muitos aspectos, a análise p-ádica é menos sutil do que a análise clássica, uma vez que a desigualdade ultramétrica significa, por exemplo, que a convergência de séries infinitas de números p-ádicos é muito mais simples.